# Feigenhofen

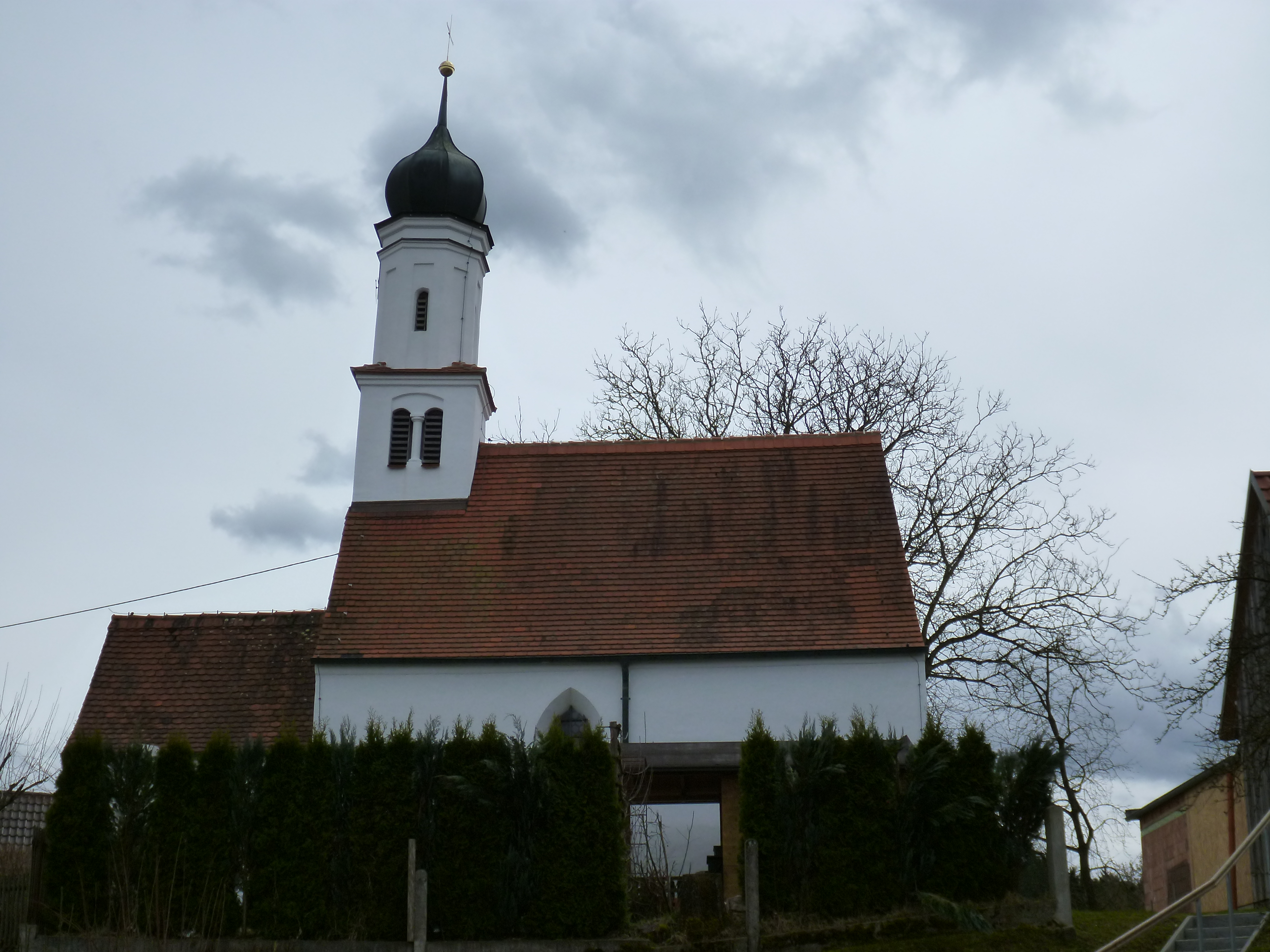
St. Peter in Feigenhofen

Das Kirchdorf Feigenhofen ist ein Gemeindeteil des Marktes Biberbach im schwäbischen Landkreis Augsburg in Bayern (Deutschland).

Zur Gemarkung gehören die vier Einöden Baletshof, Dennhof, Siedlerhof und Dennhofmühle.

## Geschichte
Die örtliche Filialkirche St. Peter und Paul soll auf eine Gründung des 10. bis 12. Jahrhunderts zurückgehen und zählt somit zu eines der ältesten des Bistums Augsburg. Feigenhofen, Baletshof, Dennhof und Dennhofmühle gehören zur katholischen Pfarrei Sankt Jakobus major in Biberbach.
Territorial war Feigenhofen im 14. Jahrhundert in Besitz der Marschällen von Pappenheim. Hans Marschall von Biberbach verkaufte die Herrschaft Biberbach, mit den Orten Biberbach, Markt, Eisenbrechtshofen, Prettelshofen, Langenreichen und Feigenhofen, am 16. Juni 1514 für 32.000 Gulden an Jakob Fugger, der ein Fuggersches Oberamt mit Sitz auf der Burg Markt errichtete. Durch Erbschaft gelangte der Besitz später an die Familie der Fürsten von Fugger-Babenhausen. Mit der Rheinbundakte 1806 kam das Fürstentum als Standesherrschaft dann zum Königreich Bayern.
Bis zur Gebietsreform in Bayern am 1. Juli 1972 gehörte die selbständige Gemeinde Feigenhofen mit ihren Ortsteilen zum Landkreis Wertingen und wurde dann dem Landkreis Augsburg (zunächst mit der Bezeichnung Landkreis Augsburg-West) zugeschlagen. Am 1. Mai 1978 wurde Feigenhofen in den Markt Biberbach eingemeindet.

## Infrastruktur
Die Kreisstraße A 12 führt von Biberbach über Albertshofen, Dennhofmühle, Baletshof, Salmannshofen, Affaltern und Lauterbrunn nach Welden. Durch die Gemarkung Feigenhofen verläuft die Hochspannungs-Freileitung 110-kV-Leitung Meitingen–Memmingen.

## Baudenkmäler
- Filialkirche St. Peter und Paul